# Cymatoderella collaris
Cymatoderella collaris là một loài bọ cánh cứng trong họ Cleridae. Loài này được miêu tả khoa học đầu tiên năm 1886 bởi Gorham.